# 汾河
汾河（ふんが、拼音: Fénhé）、別名・汾水（ふんすい）とは、中国の山西省を南北に流れる大きな川で、渭河に次ぐ黄河第二の支流。

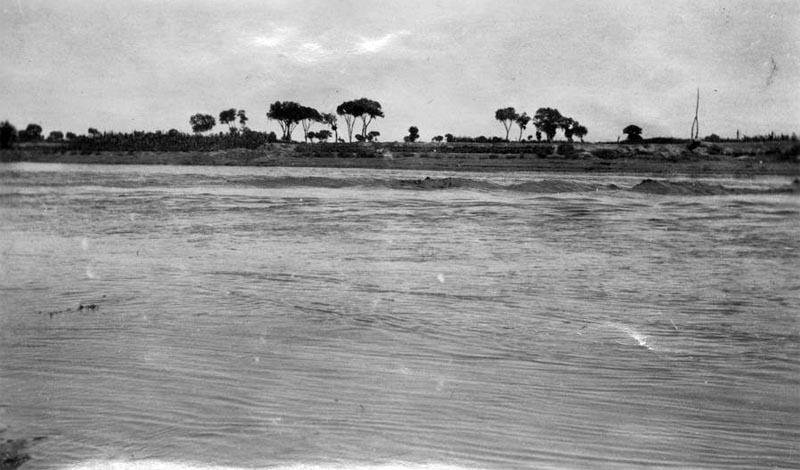
1924年の汾河の写真。現在の汾陽市付近

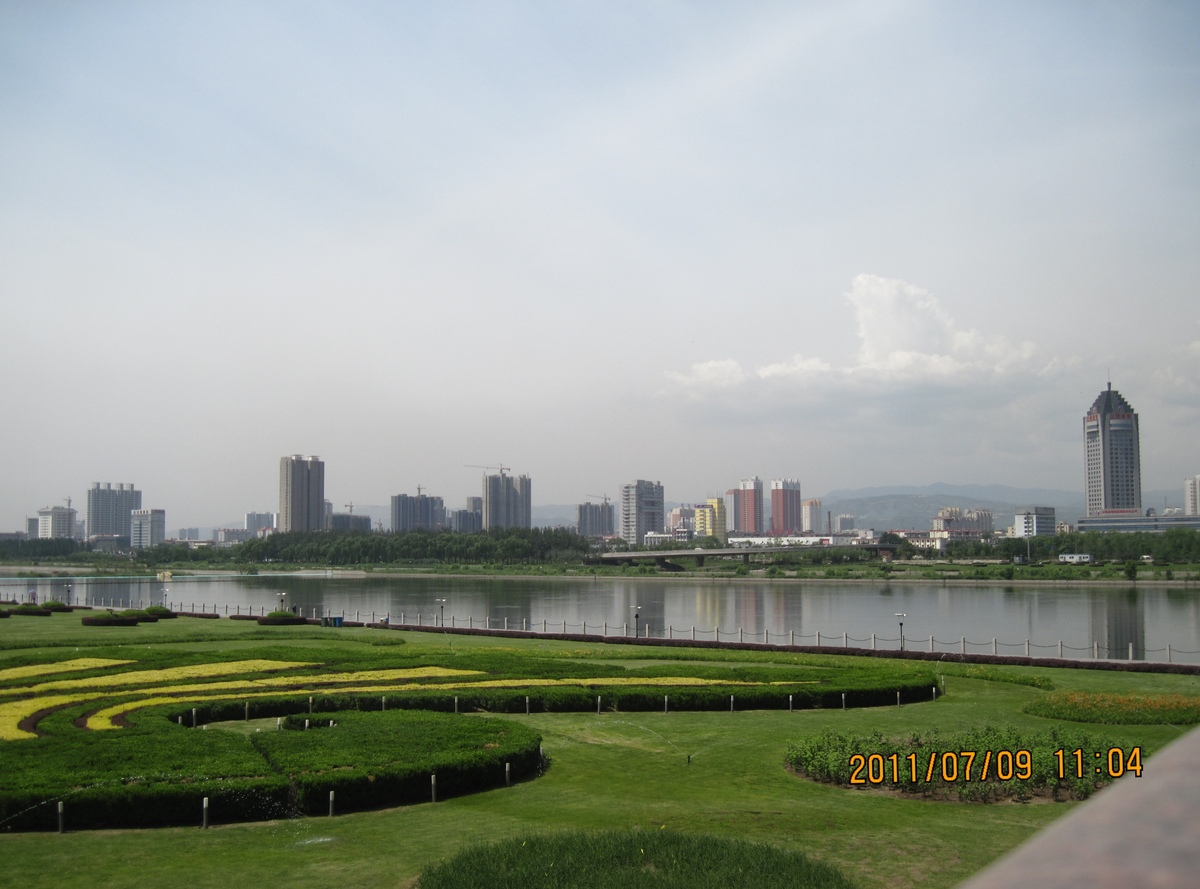
太原市の汾河両岸に設けられた汾河公園。汾河の水はせき止められ、ダム湖のような状態になっている

山西省北部の忻州市寧武県の管涔山に発する。源流域はトウヒやカラマツの森が広がり、森林公園に指定されている。黄土高原の谷間を流れる支流を集めて南西方向へ流れ、次いで南東方向へ、さらに北東方向へと大きく曲がりながら太原市で盆地に出る。晋中市から臨汾市へと、山西省中部の盆地を北東から南西の方向へ貫き、侯馬で西へ折れ、運城市河津で黄河左岸に合流する。
流域面積は39,417平方kmで山西省の面積の25.3%を占める。山西省中部から南部にかけての、重要な工業都市や春秋戦国時代以来の歴史的都市の多くが汾河流域にあり、黄河文明や中国の歴代王朝の多くを生んだ山西省の母なる川でもある。
かつては水量も豊富で、川魚が多く獲れ行き交う船も多かった。しかし、20世紀後半の鉱工業発展・水需要の増加・上流での砂漠化やダム建設などで水量は減少し、断流して水が流れない時期も増えている。太原市は1990年代に移設可能な堰を市の中心部を流れる汾河の各所に設けて水を貯め、汾河沿いに公園を整備し、常に水面が市内にある状態を人工的に作っている。